# ノストラダムス戦慄の啓示
『ノストラダムス戦慄の啓示』（ノストラダムスせんりつのけいじ）は、幸福の科学主宰（当時。のち総裁）の大川隆法の著書。幸福の科学出版から1991年に刊行された。1991年1月11日に著者の口を通じて語られたノストラダムスの霊の言葉をまとめたという体裁になっている。公称発行部数は1991年3月時点で100万部、同年10月時点で300万部、1991年の（東販調べ）ベストセラー新書・ノンフィクション部門第1位、総合部門第4位。 

## 内容
4章構成の口語自由詩で、様々な隠喩を用いて未来の国際情勢を語るという形式が採られている。
第1章
章題は「ビヒモスとリヴァイアサン」。北方の熊の没落、巨大な鷲の失墜、鉤十字の復活、セーヌ川のほとりの老貴婦人の衰退などを謳いつつ、極東のリヴァイアサンが周辺諸国を併呑してゆくさまが語られる。
第2章
章題は「誇り高き鷲の最期」。ハンバーガーやジーンズを生み出した、鷲になぞらえた国の滅亡が語られる。
第3章
章題は「人類滅亡の時」。隠喩を多用していた前2章と変わり、中国、ベトナム、ミャンマー、フィリピン、ヨーロッパなどの具体的な国名・地域名を挙げ、それらの地域を襲う諸災害について語られている。
第4章
章題は「太陽の帝国」。日本を主題に据え、安保、大東亜共栄圏などの明瞭な固有名詞や明確な時期指定を織り交ぜ、日本の軍国主義化が語られる。また、そうした覇権主義の道が世界から受け入れられるためには、日本に宿った正しい教えが世界に伝えられる必要があると説く。

## 反響
冒頭に記したとおり、総合部門で見てもこの年のトーハン調べでベストセラー上位となる大きな売れ行きを示した。 
その一方で、ノストラダムスの霊が語る内容に初歩的な地理的・歴史的な誤りが散見されることや、この中で語られた思想が極端な国粋主義・軍国主義礼賛であること、中国や朝鮮半島に住む人々に対する露骨な蔑視を感じさせる文言が多く織り込まれていることなどが、複数のジャーナリストや作家から批判された。 
これに対しては、幸福の科学広報部の名義で、この本に書かれた思想はあくまでもノストラダムスの霊が語ったものであり、幸福の科学の中心教義と必ずしも合致するものでないこと、また同教団の教義は世界的な連帯を志向するものであって、国粋主義とは相容れないものであるなどといった釈明が出された。
なお、幸福の科学に比較的肯定的な評価を与えているフリーライターの山田高明のように、この釈明を踏まえてもなお、この本を教団にとっての汚点だったと位置づける者もいる。

## メディアミックス展開
『ノストラダムス戦慄の啓示』に出てきた詩句のいくつかが引用されていることを除けば、内容的には直接の連関はない。 
- 大川隆法監修 橋本和典画『マンガ・ノストラダムス戦慄の啓示』幸福の科学出版、1994年
- 映画『ノストラダムス戦慄の啓示』（1994年） 
  - 映画ガイドブック『映画ノストラダムス戦慄の啓示・全秘密』ノストラダムスシナリオプロジェクト編、幸福の科学出版、1994年